# Echinopodium pucaraense
Echinopodium pucaraense är en tvåvingeart som beskrevs av Duret 1974. Echinopodium pucaraense ingår i släktet Echinopodium och familjen svampmyggor. Inga underarter finns listade i Catalogue of Life.